# Konstantin Ierxov
Konstantin Vladimirovitx Ierxov (en rus: Константин Владимирович Ершов) és un director, un actor i un guionista de pel·lícules nascudes el 17 de juliol de 1935 a Txeliàbinsk, RSFSR i mort el 28 de desembre de 1984 a Kíev.

## Biografia
Després d'estudiar a la Facultat de Filologia de la Universitat Estatal de Kíev fins a 1958, va treballar com a escenògraf i actor en diversos teatres de Kíev, com ara el Teatre Acadèmic. de Drama i Comèdia Lessia Ukraïnka de 1960 a 1964. El 1967 es va graduar als Cursos Superiors de Formació de Directors i Guionistes  a Moscou. Des de 1968 és el director dels estudis Alexander Dovjenko a Kíev.
Als estudis Mosfilm, on va treballar el 1966 i el 1967, va fer amb Guiorgui Kropatxev la pel·lícula Vii que va ser vista per 32,6 milions d'espectadors l'any de la seva sortida. Va ser membre de la Unió de Cinematògrafs d'Ucraïna.
L'artista està enterrat al cementiri de Baikove.

## Filmografia
Director
- Vii (1967)[3]
- Pozdni rebionok (1971)
- Kajdi vetxer posle raboti (1974)
- Stepanova pamiatka (1977)
- Txelovek, kotoromu vezlo (1978)
- Jenxtxni xutiat vserioz (1981)
- Gratxi (1983)
- Ne bilo bi stxastia... (1983)

Actor
- Za dvoma zaitsiami (1961)
- Krinitsia dlia sprahlikh (1965)
- Vetxir na Ivana Kupala (1968)
- Den angela (1967)
- Duma pro Britanku (1969)
- Veseli Jabokritxi (1971)
- Txelovek, kotoromu vezlo (1978)
- Istoria odnot liubvi (1983)